# Цветовой показатель крови
Цветово́й показатель кро́ви (цветно́й показа́тель) — параметр исследования красной крови, выражающий относительное содержание гемоглобина в одном эритроците, выраженное во внесистемных единицах.

## Формула подсчёта
Такая внесистемная мера традиционно сложилась во время применения единиц Сали для измерения гемоглобина крови. При этом цветной показатель рассчитывали так: значение гемоглобина в единицах Сали делили на удвоенные первые две цифры показателя количества эритроцитов. В частности, для показателя гемоглобина 84 ед. (что соответствует 140 г/л в Международной системе единиц (СИ)) и количества эритроцитов 4 200 000/мкл (в СИ = 4,2*1012) цветной показатель составляет 84/(42*2) = 1,0. Если использовать более распространённые современные единицы измерения гемоглобина (г/л), формулу можно преобразовать к виду:
Цветовой показатель = 3 * (Hb в г/л) / три старших разряда числа эритроцитов (в млн.)
Цветовой показатель пропорционален международно принятому показателю — среднему содержанию гемоглобина в эритроците, выраженному в пикограммах/эритроцит. Цветовой показатель крови = 0,03 среднего содержания гемоглобина в пикограммах в эритроците.
В качестве нормы цветового показателя обычно принимается диапазон 0,80—1,05 или близкий к тому (нормальный диапазон устанавливается может зависеть от конкретной лаборатории).
В настоящее время, когда лаборатории, благодаря компьютеризации подсчёта и измерения эритроцитов, выдают данные о среднем объёме эритроцита и средней концентрации гемоглобина в эритроците, цветовой показатель потерял практическое значение, так как он даёт весьма грубое представление о качестве эритроцитов.